# Јован Гламочанин
Јован Гламочанин (Суботица, 16. јун 1940 — Панчево, 26. април 2020) био је српски политичар и правник. Био је члан је Српске радикалне странке.

## Биографија
Био је један од оснивача СРС-а и њен тадашњи потпредседник. У ратним годинама почетком деведесетих је био задужен за слање Шешељевих добровољаца на фронт.
Године 1994, у Скупштини СР Југославије направио је пуч у странци и са још шесторицом посланика СРС формирао посланичку групу Радикална странка левице Никола Пашић а убрзо и истоимену партију. Гламочанин је објашњавао да је главни сукоб настао јер Шешељ није подржавао „прекодринске“ политичке планове Слободана Милошевића.
Многи су прогнозирали распад СРС-а, међутим, Шешељ је успео да задржи посланичко језгро око себе. То „радикалско“ одвајање се узима као највећи унутрашњи сукоб до одласка Томислава Николића 2008. године и стварања Српске напредне странке што је оставило озбиљније последице по Шешељеве радикале.
Дана 14. децембра 1996. дан након учлањења, Синиша Вучинић долази на место председника странке пошто је Главни одбор сменио Гламочанина. Након тог догађаја Гламочанин се повлачи из политике једно време.
Дана 13. марта 1997. оснива Отаџбинску странку али без успеха.
Десет година касније, Гламочанин се враћа у Српску радикалну странку и бива изабран за одборника Скупштине града Панчева на изборима 2008. године.
Дана 10. децембра 2008. Гламочанин сведочи као сведок тужилаштва у Хашком трибуналу у процесу против Војислава Шешеља. Он негира да је Шешељ позивао на било какве злочине а сам је одбио да буде сведок тужилаштва.
Живео је и радио у Панчеву.
Преминуо је у Панчеву, 26. априла 2020. године у својој 80. години живота.